# Beth Littleford
Beth Littleford (ur. 17 lipca 1968) – amerykańska aktorka

## Filmografia
Filmy:
- 1998: Cool, Dry Place(inne języki) jako Suzanne
- 1999: The 24 Hour Woman(inne języki) jako Lynn Shapiro
- 1999: Od sklepowej do królowej jako Patty
- 1999: Mystery, Alaska(inne języki) jako Janice Pettiboe
- 2002: Unconditional Love jako Rano Chicago TV Host
- 2003: The Big Wide World of Carl Laemke(inne języki) jako Laurie Laemke
- 2005: Saddam 17 jako recepcjonista
- 2007: Ben 10: Wyścig z czasem jako Sandra Tennyson
- 2008: Drillbit Taylor jako Barbara
- 2008: Happy Campers jako Lexy
- 2009: Veiled jako Marie
- 2009: Take 2 jako Amy
- 2010: Starstruck jako Barbara Olson
- 2011: Kocha, lubi, szanuje (film 2011) jako Claire Riley
- 2012: Music High jako Kyle
- 2012: Kidnap Party jako Alison Slater
- 2013: Movie 43 jako Mrs. Cutler
- 2013: It's Not You, It's Me jako Sandy

Seriale:
- 1996-2000: The Daily Show jako Korespondent Beth Littleford
- 1998-2000: Spin City jako Deirdre
- 2009-2010: Rules of Engagement jako Laura
- 2010-2011: Ja w kapeli jako Beth Campbell
- 2010-2011: The Hard Times of RJ Berger jako Suzanne Berger
- 2010-2011: Gotowe na wszystko jako Dana
- 2011: Melissa i Joey jako Aidan's Mama
- 2011-2015: Blog na cztery łapy jako Ellen Jennings-James
- 2020-teraz: Love, Victor jako Sarah